# Peligrosa
Peligrosa é uma telenovela venezuelana exibida em 1994 pela Venevisión.
Foi emitida na TVI em 1997, na hora do almoço, sob o título de "Mulher Perigosa"

## Sinopse
Elisa Camacho é uma menina humilde, que submete se a uma profunda pobreza e que rouba para sobreviver. Um dia rouba a casa de Luís Fernando, um jovem de classe alta, acostumado a ter tudo o que quer. Quando o seu melhor amigo, Ernesto, rouba lhe a sua amante, ele procura várias formas de se vingar contra o seu melhor amigo. É uma vingança que se encarna em Elisa.
A um certo dia, Luís Fernando, com muito empenho e esforço, consegue transformar Elisa numa dama de alto valor, para depois lhe fazer um desmascaramento impiedoso para depois dar um resultado consequente: a destruição da vida da Elisa.
Essa paixão entre os dois nasce. A sua força é tão intensa que os leva a experimentar situações de insustentabilidade, com perigos e dramas. Como forma final de descoberta, ou o amor e/ou o ódio ganham com uma relação perigosa para ambos.

## Elenco
- Víctor Cámara- Luís Fernando Amengual
- Rosalinda Serfaty- Elisa Camacho
- Emma Rabbe- Clementina Vilegas
- Elizabeth Morales- Jéssica Larez/Sílvia Martinez
- Juan Carlos Vivas- Padre Jesus Amengual
- Elluz Peraza, como a 1ªatriz- Ana
- Carlos Olivier, como o 1ºatriz- Arturo Ramírez
- Daniel Alvarado- Domingo Manzanares- "Gavilan"

Com as primeiras atrizes
- Eva Blanco- Isabel Camacho, "Chela"
- Liliana Durán- Leandra de Amengual
- Agustina Martín- Dona Eufémia
- Eva Mondolfi- Josefina de Villegas
- Laura Zerra- Sra. Patiño

Com os primeiros atores
- Francisco Ferrari- Remígio Isturiz
- Gonzalo Velutini- Ernesto Paris
- Perucho Conde- Tio Corcho Camacho- "Coliseo"
- Eliseo Perera- Padre André
- Humberto Tancredi- Jacinto Villegas
- Regino Jímenez

Atores convidados
Javier Vidal- Arturo Martínez
Mónica Rubio- Jéssica Larez
Atuações especiais
- Verónica Doza
- Maria Elena Coello- Lúcia Martinez
- Henry Galue- Fernando Amengual
- Omar Moynelo- Federico Larez
- Azabache- Mansura
- Reinaldo José- Miguel
- Denise Novell- A Gata
- Omar Omaña
- Ana Massimo- Angelina Vilegas
- Hans Cristopher- Francisco
- Patricia Toffoli|Patrícia Toffoli
- Eduardo Serrada- Eliseo Camacho
- Ana Maria Pagliachi- Raiza
- Jimmy Vérdun- Pantera
- Ana Martinez
- Enrique Oliveros- Renuncio
- Júlio Bermal
- Eva Villasmil

Também atuam/com eles:
- Carlos D'Arco
- Kalena Diaz
- Elizabeth Lopez
- Daniel Escamez
- Jhonny Zapata
- Jennifer Rodriguez
- Ivette Planchart
- Andrés Barbera
- Frank Mendez
- Maritza Adames
- Freddy Romero
- Nelly Ramos
- Juan Polanco
- Yuleidy Paredes
- Juan Galeno
- Jeaneth Arguinzone
- Silvestre Chavez
- Jhonny Jimenez
- José Moreno

Com as crianças
- Greynelly Arocha
- Humbertico Olliveros